# Czobancki József
Czobancki József (Pápa, 1727. május 14. – ?) jezsuita rendi pap.

## Élete
Húszéves korában lépett a rendbe s a felsőbb tudományokat Nagyszombatban hallgatta; ezután különböző helyt szónokolt és több rendház főnöke volt. A rend föloszlása után Dozmaton,  Vas megyében plébános lett és Kiscellen a ferences rendi növendékek oktatója volt, hol azután meghalt.

## Munkái
- Concio honori d. Stephani Hung. regis. Budae, 1769